# Memory Alpha
Memory Alpha (MA) ist eine Online-Wissensdatenbank zum Thema Star Trek. Sie ist nach dem kulturellen Archiv der Vereinigten Föderation der Planeten aus dem Star-Trek-Universum benannt. Memory Alpha ist ein Wiki; Seiten der Datenbank können also von jedem Besucher bearbeitet und ergänzt werden. Das Projekt wurde im November 2003 von Harry Doddema und Dan Carlson gestartet und existiert in den Sprachen Englisch, Deutsch, Niederländisch, Schwedisch, Französisch, Polnisch, Esperanto, Spanisch, Tschechisch, Russisch, Portugiesisch (Brasilien), Serbisch, Chinesisch, Japanisch, Bulgarisch, Italienisch, Rumänisch, Katalanisch und Ukrainisch. Außerdem gibt es noch eine Variante aus Sicht des Spiegeluniversums, welche Artikel in verschiedenen Sprachen beinhaltet.

## Inhalte
Die englische Version zählt mit 53.300 Seiten (Stand Mai 2022) zu den größten bekannten Fan-Wikis. Die deutsche Version kommt auf 32.400 Seiten (Stand Mai 2022) mit steigender Tendenz und ist damit die zweitgrößte Sprachversion. Das Projekt sammelt Artikel über fiktive Personen, Orte, Kriege und individuelle Kämpfe, Technologien, Völker und Spezies. Daneben gibt es Zusammenfassungen der Episoden und Filme sowie Informationen über die Schauspieler und den Produktionsstab.

### Memory Alpha und der „Canon“
Memory Alpha unterscheidet strikt zwischen „kanonischen“ Informationen über das Star-Trek-Universum, also solchen, die Bestandteil der von Paramount produzierten Fernsehserien und Filme sind, und „nicht-kanonische“ Informationen, etwa in Star-Trek-Literatur spielenden „inoffiziellen“ (und teils zum „Kanon“ inkonsistenten) Handlungen. Eine Rubrik „semi-kanonische“ Information, wie von vielen Fans in Diskussionen verwendet, gibt es bei Memory Alpha in dieser Form nicht. Viele nicht-kanonischen Informationen dürfen allerdings im Abschnitt Hintergrundinformationen in jeden Artikel eingebaut werden, solange eine nachvollziehbare Quelle (ein lizenziertes Buch, ein Blog eines Produzenten, Extras auf den DVDs) angegeben werden kann. Informationen aus Fan-Projekten, sogenannte „Fan-Fiction“, sind hingegen nicht erwünscht.
Kanonische Inhalte gemäß Memory Alpha sind die Handlungen und Dialoge folgender Serien und Filme
- Raumschiff Enterprise (abgekürzt TOS)
- Die Enterprise (Zeichentrickserie, abgekürzt TAS)
- Star Trek: Der Film
- Star Trek II: Der Zorn des Khan
- Star Trek III: Auf der Suche nach Mr. Spock
- Star Trek IV: Zurück in die Gegenwart
- Star Trek V: Am Rande des Universums
- Star Trek VI: Das unentdeckte Land
- Raumschiff Enterprise: Das nächste Jahrhundert (abgekürzt TNG)
- Star Trek: Treffen der Generationen
- Star Trek: Der erste Kontakt
- Star Trek: Der Aufstand
- Star Trek: Nemesis
- Star Trek: Deep Space Nine (abgekürzt DS9)
- Star Trek: Raumschiff Voyager (abgekürzt VOY)
- Star Trek: Enterprise (abgekürzt ENT)
- Star Trek (2009) (Neue Zeitlinie – Kelvin-Timeline)
- Star Trek Into Darkness (Neue Zeitlinie – Kelvin-Timeline)
- Star Trek Beyond (Neue Zeitlinie – Kelvin-Timeline)
- Star Trek: Discovery (abgekürzt DSC)
- Star Trek: Picard (abgekürzt PIC)
- Star Trek: Short Treks (abgekürzt ST)
- Star Trek: Lower Decks (abgekürzt LD)
- Star Trek: Prodigy (abgekürzt PRO)
- Star Trek: Strange New Worlds (abgekürzt SNW)

Lizenzierte Referenzwerke, welche unter anderem als Hintergrundinformationen dienen
- Michael Okuda, Denise Okuda: Star Trek Enzyklopädie
- Michael Okuda, Denise Okuda: Die offizielle Star Trek Chronologie
- Shane Johnson: Die Welten der Föderation
- Geoffrey Mandel: Star Trek Sternen-Atlas
- Franz Joseph: Star Trek: Star Fleet Technical Manual
- Michael Okuda, Rick Sternbach: Die Technik der USS Enterprise
- Herman Zimmerman, Rick Sternbach, Doug Drexler: Star Trek: Deep Space Nine – Das technische Handbuch
- Adam Lebowitz, Robert Bonchune, Jonathan Lane, Alex Rosenzweig: Star Trek Raumschiff-Guide

(Diese Bücher zählen in Fan-Kreisen teilweise als sogenannter Semi-Canon, also ausschnittsweise kanonisch, solange die Informationen dem „richtigen“ Kanon nicht widersprechen. In Memory Alpha zählen sie nur als Hintergrundinformation und sind grundsätzlich Non-Canon.)

## Lizenz
Die Inhalte stehen unter der Creative-Commons-Lizenz „CC-BY-NC“, die Weiterverwendung ist also nur im nicht-kommerziellen Kontext und unter Nennung der Autoren gestattet. Diese Lizenz ist inkompatibel mit der im Wikipedia-Umfeld verbreiteten GNU-Lizenz für freie Dokumentation und „CC-BY-SA“. Obwohl das Projekt der Online-Enzyklopädie Wikipedia in seiner Funktionsweise sehr ähnlich ist und auch die gleiche Software, MediaWiki, verwendet, dürfen Inhalte zwischen den Projekten deshalb nicht ausgetauscht werden.
Memory Alpha macht intensiven Gebrauch von Bildschirmfotos und teilweise auch von realen Fotos (z. B. der Schauspieler, wobei die deutschsprachige Version im Gegensatz zur englischsprachigen jedoch aus inhaltlichen Gründen weitgehend darauf verzichtet). Dabei berufen sich die Betreiber auf die unter dem Begriff „fair use“ summierten Schrankenregelungen des US-amerikanischen Urheberrechts.

## Hosting
Seit Februar 2005 wird das Projekt auf den Servern von fandom.com gehostet.
Nachdem von Wikia im Oktober 2017 die Social-Media-Plattform Discussions auf ihrer Wiki-Farm installiert wurde, kam es zum Bruch zwischen den Archivisten und der Hostingplattform. Die Archivistenschaft lehnte die zunehmende Kommerzialisierung ihres Wikis (und damit Lizenzverletzung), den generellen „Community“-Zwang Wikias und den Wegfall des eigentlichen Hauptskins und der eigenen Webadresse ab. Nach einer längeren Vorbereitungsphase ging am 8. Januar 2019 mit der Memory Alpha Nova ein unabhängiges und nicht kommerzielles Wiki online, welches sich wieder auf die Grundideen der Memory Alpha besinnt.

## Ableger Memory Beta
Auf Memory Alpha-Seiten kann man über einen Link auf den Ableger Memory Beta verweisen, welcher für alle (auch semi-kanonischen) Informationen offensteht, die offiziell lizenzierten Produkten entnommen sind. Der Ableger besteht seit 15. April 2005 und hat mit 62.087 englischsprachigen Seiten (Stand 9. Mai 2022) sogar mehr Seiten als Memory Alpha. Die Inhalte stehen mit Ausnahmen unter der Creative-Commons-Lizenz „CC-BY-SA“, die Weiterverwendung ist also auch im kommerziellen Kontext und unter Nennung der Autoren gestattet. Diese Lizenz ist im Gegensatz zu Memory Alpha dieselbe wie im Wikipedia-Umfeld und erlaubt eine freie Nutzung der Texte.